# Landwirtschaftliche Akademie Proskau

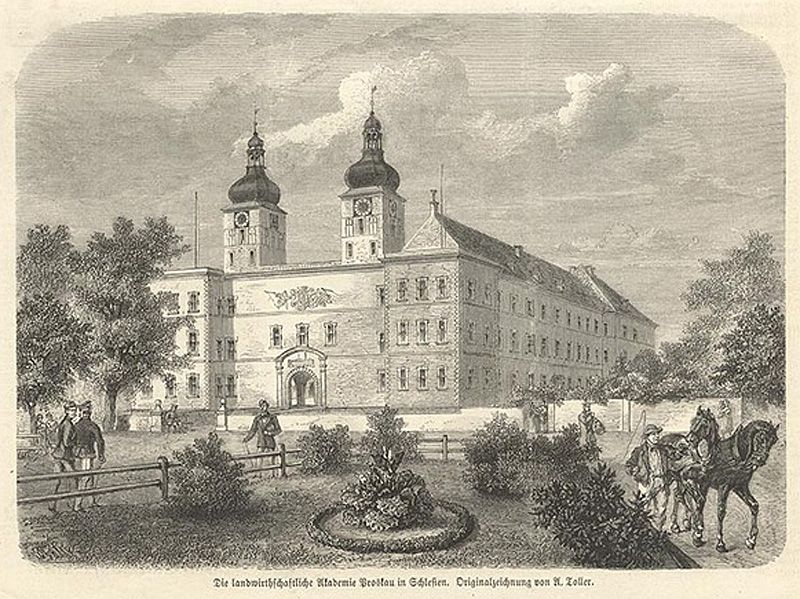
Die landwirtschaftliche Akademie Proskau im Proskauer Schloss in Oberschlesien, etwa 1860. Originalzeichnung von A. Toller

Die Landwirtschaftliche Akademie Proskau im oberschlesischen Proskau bei Oppeln bestand von 1847 bis 1881 und ging dann in der Königlich Landwirtschaftlichen Hochschule in Berlin auf.
Von 1847 bis 1881 diente das barocke Proskauer Schloss, ehemals Residenz der Grafen Proskowski, dann (bis 1783) im Besitz des Grafen von Dietrichstein, der Königlich Preußischen Gärtnerlehranstalt. Der preußischen Staat richtete hier ab 1847 eine höhere landwirtschaftliche Lehranstalt ein. Die höhere landwirtschaftliche Lehranstalt wurde 1881 aufgelöst und an die Königlich Landwirtschaftliche Hochschule nach Berlin verlegt.

## Dozenten an der landwirtschaftlichen Hochschule Proskau
Erster Direktor in Proskau war der Agronom Ernst Heinrich (1792–1862). Von 1863 bis 1881 war der Agrarwissenschaftler Hermann Settegast Direktor der landwirtschaftlichen Akademie Proskau.
Gustav Stoll übernahm von Sommer 1848 bis 1854 die Stelle des Institutsgärtners an der landwirtschaftlichen Akademie. Während seiner sechsjährigen Amtszeit legte Stoll dort einen botanischen Garten an, gründete die Baumschule des Instituts und sorgte für die Anpflanzung von Obstbaum-Plantagen.
Zu den Dozenten der landwirtschaftlichen Akademie in Proskau zählten:
- Der Agrarwissenschaftler Adolf Blomeyer war dort von 1865 bis 1868 Professor.[4]
- Der Physiker und Meteorologe Richard Börnstein war dort von 1878 bis März 1881 Professor.[5]
- Der Tierarzt Karl Dammann war dort von 1863 bis 1875 Professor.
- Der Bautechniker Friedrich Engel (* 20. September 1821 in Danzig; † 13. Mai 1890 in Berlin) war dort von 1857 bis 1881 Baumeister und Dozent.[6]
- Der Chemiker Ernst Flechsig war von 1878 bis 1887 Assistent am Tierchemischen Institut der Landwirtschaftlichen Akademie Proskau.
- Der Agrarwissenschaftler Hugo Grahl habilitierte sich 1876 an der Landwirtschaftlichen Akademie Proskau und hielt dort Vorlesungen über Pflanzenbau und landwirtschaftliche Betriebslehre.
- Der Geologe Hans Gruner war dort von 1869 bis 1881 Lehrer für die mineralogischen Disziplinen.[7]
- Der Naturforscher Robert Hartmann war dort von 1865 bis 1867 Lehrer der Zoologie und vergleichenden Physiologie.
- Der Chemiker Paul Jannasch war Assistent an der landwirtschaftlichen Akademie Proskau.
- Der Botaniker Ludwig Konrad Albert Koch war vorübergehend Dozent und kommissarischer Leiter des Pflanzenphysiologischen Institutes.
- Der Agrarwissenschaftler Julius Kühn habilitierte sich im Jahr 1856 an der Landwirtschaftlichen Akademie in Proskau und hielt dort als Privatdozent im Wintersemester 1856/57 eine Vorlesung über Ackerbausysteme und Fruchtfolgen.
- Der Agrar-Chemiker Julius Lehmann (* 4. Juli 1825 in Dresden; † 12. Januar 1894 ebenda) war dort von 1867 bis 1869 Professor.[8]
- Der  Agrarwissenschaftler Carl Leisewitz lehrte dort von 1863 bis 1866 als Dozent.
- Der Tierarzt Christian Friedrich Rabe war dort Lehrer der Tierheilkunde
- Der Nationalökonom und Statistiker Hans von Scheel war dort von 1869 bis 1871 Lehrer der Nationalökonomie.[9]
- Der Agrarwissenschaftler Adolf Stengel war dort von 1857 bis 1862 Dozent.
- Der Agrarwissenschaftler Ewald Wollny, Absolvent der landwirtschaftlichen Hochschule in Proskau, wurde im Frühjahr 1871 als „Lehrer für Landwirthschaft“ nach Proskau berufen. Hier beschäftigte er sich zunächst mit Tierzucht, dann mit Pflanzenbau.[10]

Als Dezernent für Garten-, Obst- und Weinbau im Königlich Preußischen Ministerium für Landwirtschaft, Domänen und Forsten war der Geheime Ober-Regierungsrat Traugott Mueller für Proskau zuständig.
An die Berliner Hochschule wurden aus der Proskauer Akademie neu berufen: ihr Direktor Hermann Settegast für Tierzucht und Betriebslehre, Richard Börnstein für Physik, Hans Gruner für Mineralogie und Geognosie und Hugo Grahl für Acker- und Pflanzenbau.

## Bekannte Studierende an der landwirtschaftlichen Akademie Proskau
- Der Rittergutsbesitzer, Landrat und Abgeordnete im Deutschen Reichstag Leo Becker besuchte zwischen 1864 und 1866 die landwirtschaftlichen Akademien in Proskau und Eldena.
- Der Rittergutsbesitzer und Abgeordnete im Deutsche Reichstag Karl Götz von Olenhusen studierte an der Landwirtschaftlichen Akademie Proskau.
- Der Agrarwissenschaftler Ewald Wollny studierte von 1866 bis 1868 an der Landwirtschaftlichen Akademie Proskau.
- Der österreichische Gutsbesitzer, Unternehmer und Parlamentarier Adolf Latzel studierte an der Landwirtschaftlichen Akademie Proskau.

## Königlich pomologisches Institut Proskau
In Proskau gab es von 1868 bis 1924 auch ein Königlich Pomologisches Institut, also ein Institut für Obstbau. Dafür wurden nördlich des Ortes Proskau Gärten, Gewächshäuser und eine Obstbaumschule angelegt. Wegen der schlechten Bodenverhältnisse in Proskau wurde seit etwa 1899 eine Verlegung des Königliche Pomologischen Institut in das niederschlesische Trebnitz diskutiert.
Der Gartenbauinspektor und Ökonomierat Gustav Stoll leitete von 1868 bis 1892 als erster Direktor das Königliche Pomologische Institut in Proskau.
Ihm folgte sein Sohn Rudolf Stoll, dann von 1911 bis 1922 der Oekonomierat Otto Schindler und schließlich, von 1922 bis 1924, Heinrich Zeininger, der letzte Königliche Hofgartendirektor in Preußen.
Rudolf Aderhold war selbständiger Leiter der botanischen Abteilung der Versuchsstation und Richard Otto war Leiter der chemischen Abteilung der Versuchsstation des Königlichen pomologischen Instituts. Chemiker an dieser Versuchsstation war F. Tschaplowitz. Von 1874 bis 1876 arbeitete der Botaniker Oskar von Kirchner am Pomologischen Institut Proskau. Der Botaniker und Phytomediziner Paul Sorauer war von 1872 bis 1893 Leiter der pflanzenphysiologischen Versuchsstation am Königlich Pomologischen Institut in Proskau. Gleichzeitig hielt er an der dortigen landwirtschaftlichen Akademie Vorlesungen über Pflanzenphysiologie und Pflanzenschutz. Der königliche Gartenbaudirektor und bekannte Erdbeerzüchter Franz Goeschke war mindestens 29 Jahre lang, von 1874 bis mindestens 1903, am Pomologischen Institut Proskau tätig.
Der Gärtner Max Jubisch war ab April 1872 am Königlichen Pomologische Institut Proskau beschäftigt, wo er nach einem zweijährigen Lehrgang als Obergehilfe tätig war.

### Bekannte Studierende am pomologischen Institut Proskau
- Der Botaniker Hugo Baum absolvierte ein zweijähriges Studium der Pomologie an der Preußisch-staatlichen Gärtnerlehranstalt in Proskau.
- Der Gärtner Alexander Bode besuchte das Pomologische Institut in Proskau.
- Der Landschaftsarchitekt Rudolf Germer studierte von 1907 bis 1909 am Königlich Pomologischen Institut Proskau.
- Der Dendrologe und Gartenarchitekt Hans Felix Kammeyer (1893–1973) besuchte von 1916 bis 1920 den Lehrgang für Gartenkunst an der Lehranstalt für Obst- und Gartenbau Proskau.[17]
- Der Gärtner Hermann Kube besuchte das Pomologische Institut in Proskau.
- Der Landschaftsarchitekt Karl Heinrich Meyer besuchte die Höhere Gärtnerlehranstalt in Proskau.
- Von 1916 bis 1920 (mit Unterbrechungen) studierte der Landschaftsarchitekt Georg Pniower in Proskau Gartenbautechnik.
- Der spätere Leiter des Garten- und Bestattungsamtes Berlin-Zehlendorf, Emil Schubert, der u. a. den Mexikoplatz (Berlin) gestaltet hat, besuchte von 1899 bis 1901 die Höhere Lehranstalt für Obst- und Gartenbau in Proskau[18]
- Der Gartenarchitekt Richard Thieme besuchte das Pomologische Institut Proskau.
- Zygmunt Rościszewski (1847–1887) – polnischer Agrar- und Zootechniker, Dozent an der Lemberger Polytechnischen Hochschule sowie am Veterinärinstitut in Dorpat
- Paul Sallmann (1882–1944) – deutscher Landschaftsarchitekt und Gärtner; ab 1913 bis zum Beginn des Ersten Weltkriegs sowie in der Nachkriegszeit bis 1932 Leiter der städtischen Gartenverwaltung in Kattowitz, danach freischaffend, ab 1938 bis zu seinem Tod Leiter der städtischen Garten- und Friedhofsverwaltung in Magdeburg
- Eustachy Zagórski (1850–1912) – galizischer Landmann/Großgrundbesitzer, Mitglied des Landtages von Galizien

### Försterschule und Arboretum
In Proskau gab es auch eine „Forstlehrlingsschule“ (Forstwirtschaftsschule) und ein Arboretum. Der Zoologe Reinhold Hensel wurde 1867 Professor für Zoologie an der Forstakademie von Proskau.